# Hyposcada egra
Hyposcada egra är en fjärilsart som beskrevs av William Chapman Hewitson 1852. Hyposcada egra ingår i släktet Hyposcada och familjen praktfjärilar. Inga underarter finns listade i Catalogue of Life.